# Pyrota dakotana
Pyrota dakotana is een keversoort uit de familie van oliekevers (Meloidae). De wetenschappelijke naam van de soort is voor het eerst geldig gepubliceerd in 1902 door Wickahm.